# Stadion Poznań

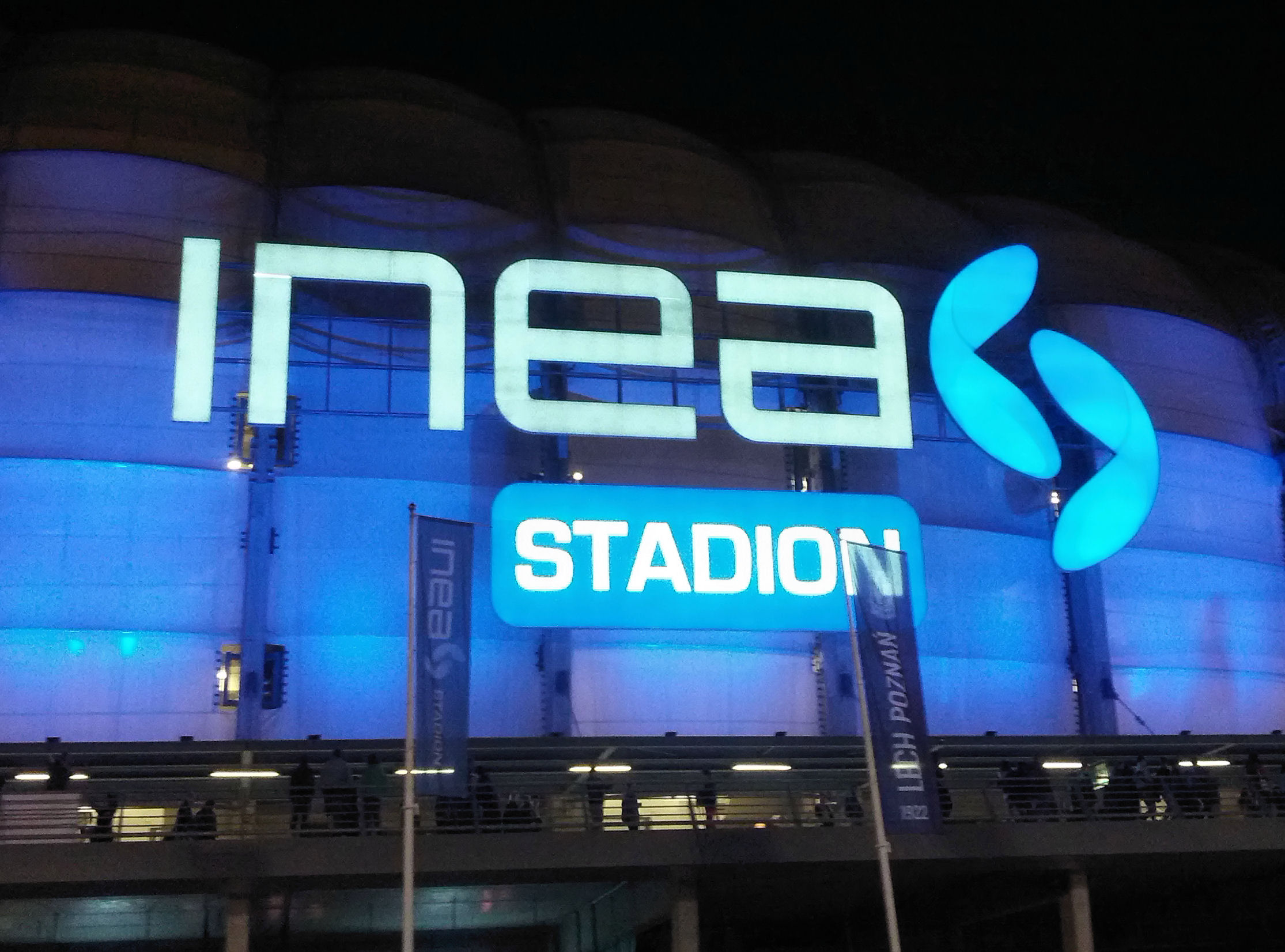
Logo byłego sponsora – spółki INEA

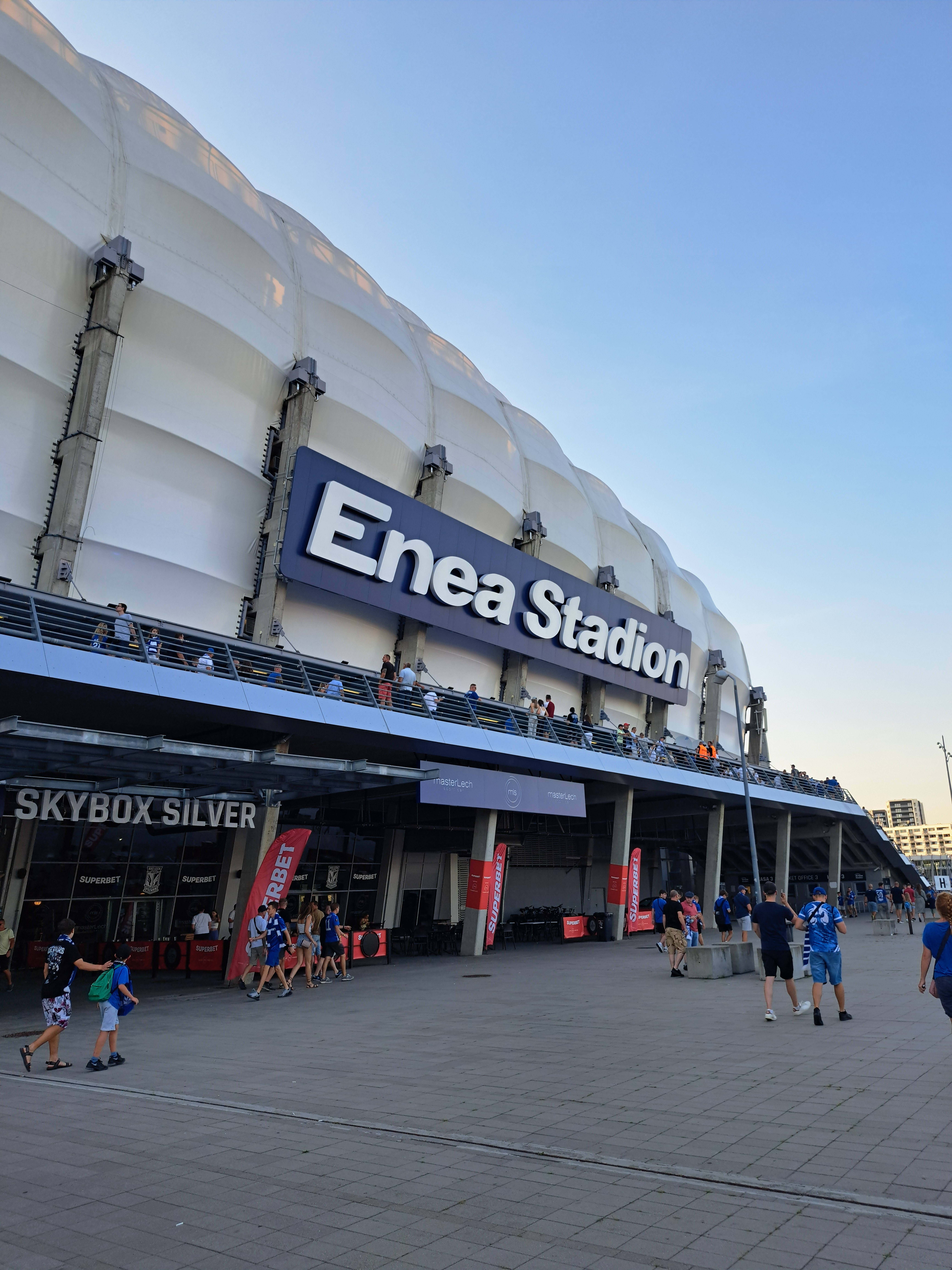
Logo obecnego sponsora – spółki ENEA

Stadion Poznań, Stadion Miejski (od lipca 2023 pod nazwą sponsorską ENEA Stadion) – stadion piłkarski w Poznaniu, położony na obszarze jednostki pomocniczej Osiedle Grunwald Południe, w rejonie Kasztelanowa przy ul. Bułgarskiej 17. Stadion jest własnością miasta Poznań. Obecnie użytkuje go klub piłkarski Lech Poznań. 20 września 2010 odbyło się oficjalne otwarcie stadionu (pierwszej w Polsce oddanej do użytku areny mistrzostw) – koncert Stinga z orkiestrą London Royal Philharmonic Orchestra w ramach światowej trasy „Symphonicities”. W  2012 był areną rozgrywek Mistrzostw Europy w Piłce Nożnej, rozegrane na nim zostały 3 mecze fazy grupowej.

## Historia
Prace przy budowie Stadionu Miejskiego rozpoczęły się w 1968 roku. Jak większość stadionów epoki PRL-u został wybudowany na podstawie usypanego wału ziemnego, na którym później ukształtowano betonowe miejsca na ławki i koronę stadionu. Obiekt ten składał się z 3 trybun (w charakterystycznym kształcie podkowy), zaś w miejscu czwartej miały powstać pływalnia i sale gimnastyczne, jednak planu tego nigdy nie zrealizowano. Pierwszy mecz poznańska drużyna Lech rozegrała na tym stadionie 23 sierpnia 1980 roku przy 18-tysięcznej publiczności, po przeprowadzce ze Stadionu przy ulicy 28 Czerwca (Dębiec). Mecz z Motorem Lublin zakończył się wynikiem remisowym 1:1, a strzelcem pierwszej bramki dla Lecha na nowym stadionie był Marek Skurczyński.
W niedługim czasie wybudowano stanowisko dla centralnej obsługi stadionu – „Kogut”, w roku 1981 stadion został też wyposażony w elektroniczny zegar z tablicą wyników, umieszczony na łuku za 8 sektorem (stąd wzięła się nazwa "sektor pod zegarem"). W roku 1986 wybudowano najbardziej specyficzny element Stadionu – cztery 56-metrowe maszty z zamontowanymi jupiterami o łącznej mocy oświetleniowej 1890 luksów, po raz pierwszy zostały użyte 15 października tego roku podczas meczu eliminacyjnego Mistrzostw Europy Polska–Grecja (2:1). Rekord frekwencji padł 8 kwietnia 1984 roku, gdy na stadionie przebywało ok. 45 tysięcy osób, podczas gdy pojemność stadionu wynosiła w tamtym czasie ok. 40 tys. Wtedy odbyło się spotkanie Lech–Widzew zakończone zwycięstwem gości 1:0. Przez wiele lat nie prowadzono żadnych prac modernizacyjnych poza zainstalowaniem plastikowych krzesełek na całości obiektu na początku lat 90.
Na obiekcie przy Bułgarskiej drużyna Lecha Poznań rozpoczęła swoją „złotą erę”. Klub zdobył łącznie dziewięć tytułów mistrzowskich (1983, 1984, 1990, 1992, 1993, 2010, 2015, 2022, 2025), pięć Pucharów Polski (1982, 1984, 1988, 2004, 2009) oraz pięć Superpucharów Polski (1990, 1992, 2004, 2009, 2015). Jednak ten stadion nie jest aż tak szczęśliwy dla Reprezentacji Polski (3 zwycięstwa, 4 remisy, 4 porażki, bramki 13-21), która rozegrała tu 11 spotkań. Stadion był również finałową areną rozgrywek Pucharu Polski w latach 1998 (Amica Wronki – Aluminium Konin 5:3 (pd.)) i 1999 (Amica Wronki – GKS Bełchatów 1:0). W sezonie 2010/2011 był to największy obiekt ligowy w Polsce. Na mocy umowy pomiędzy firmą operatorem telekomunikacyjnym a konsorcjum Lecha Poznań stadionowi nadano nazwę marketingową Inea Stadion (czas trwania kontraktu wynosił pięć lat).
W nocy z 8 na 9 października 2016 roku przed stadionem ustawiony został parowóz Ty51-183 zbudowany w 1956 roku w zakładach Cegielskiego w Poznaniu. Lokomotywa ma symbolizować historyczne powiązanie Lecha Poznań z Polskimi Kolejami Państwowymi.

### Trybuna kibiców

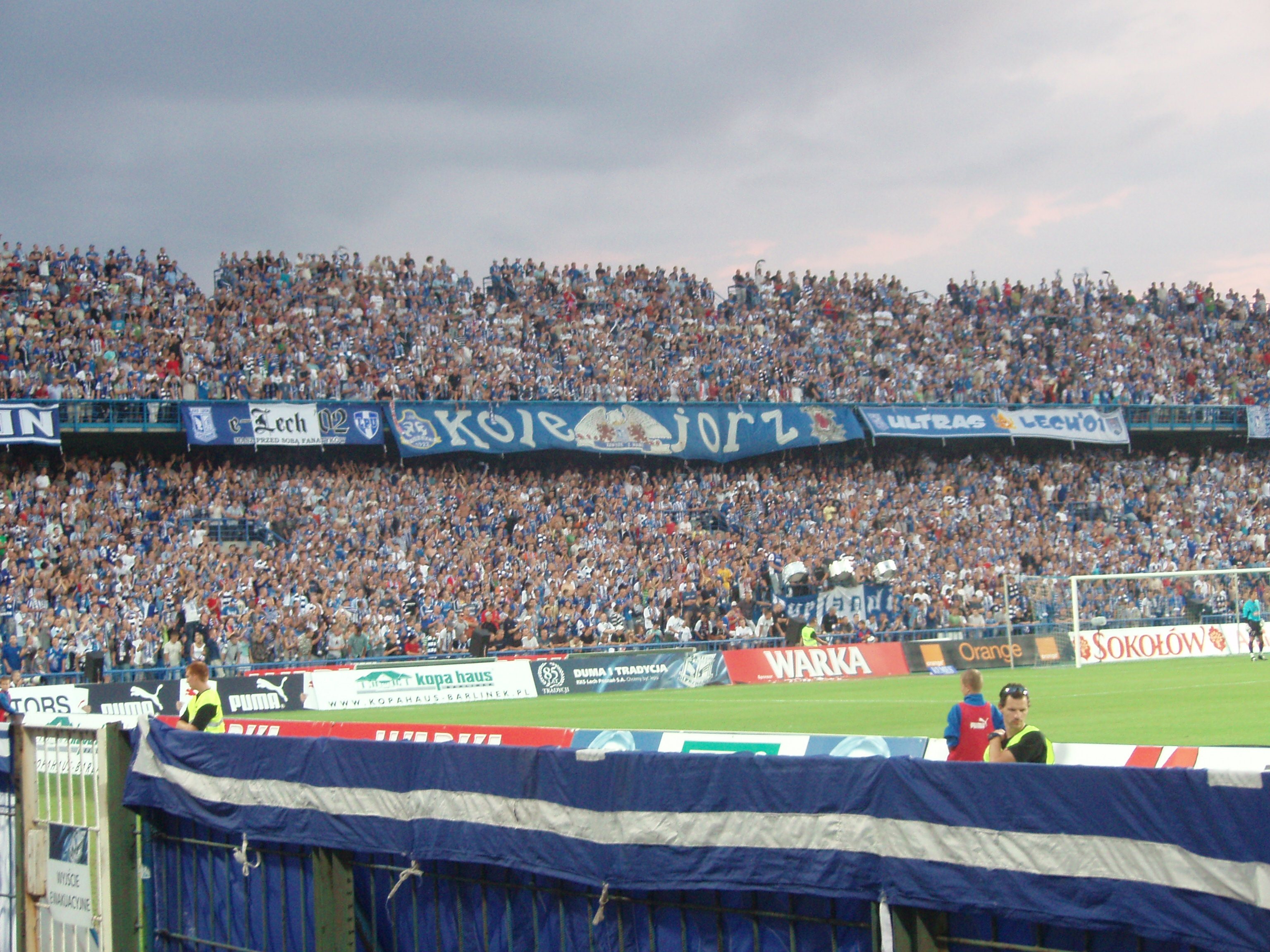
Trybuna kibiców – „Kocioł” podczas meczu Lech Poznań – Górnik Zabrze

Historycznie pierwszym miejscem na stadionie, gdzie zasiadają najzagorzalsi sympatycy Lecha, nazwanym „Kotłem” był sektor numer 6. Na początku wyposażony on był, podobnie jak cały stadion, w plastikowe ławki. Z czasem ławki zniknęły i zastąpiła je betonowa wylewka. Pojemność sektora szacowana była na 2 tysiące, ale na najważniejszych meczach w „Kotle” gromadziło się o wiele więcej kibiców. Spowodowało to, że „Kocioł” zaczął się rozrastać na sektory poboczne, szczególnie na tzw. „piątkę”. Pod koniec lat 90. w sektorze została zamocowana wieżyczka, celem poprawy słyszalności osoby prowadzącej doping. W trakcie sezonu 1999/2000, „Kocioł” został przeniesiony do sektorów 8 i 9 (po raz pierwszy w 2000 roku w meczu z Zagłębiem Lubin), znajdujących się pod zegarem. Skorzystał na tym klub, który mógł zainstalować w dotychczasowym kotle krzesełka i dzięki temu sprzedawać droższe bilety oraz zapełniając puste zazwyczaj sektory pod zegarem. Po przenosinach pojemność sektora wzrosła do ok. 5 tys. Taka liczba kibiców zapełniała go tylko podczas najważniejszych meczów, a zwykle mecz z tej części stadionu oglądało około 2 tys. widzów. Aby polepszyć organizację dopingu na tych sektorach zamontowano trzy wieżyczki dla osób go prowadzących. W praktyce najczęściej wykorzystywana była jedna, rzadziej dwie. Podczas modernizacji drugiej trybuny, „Kocioł” znajdował się wpierw w 15., a potem w 1 sektorze, gdzie liczba kibiców była poniżej przeciętnej, a także jakość i słyszalność dopingu były gorsze niż poprzednio. 10 marca 2007 podczas meczu Lecha z Zagłębiem Lubin została oddana do użytku „dwójka” (II Trybuna), gdzie odtąd z krótką przerwą na dalsze prace budowlane w 2008 r. mieści się „Kocioł”.

### Modernizacja

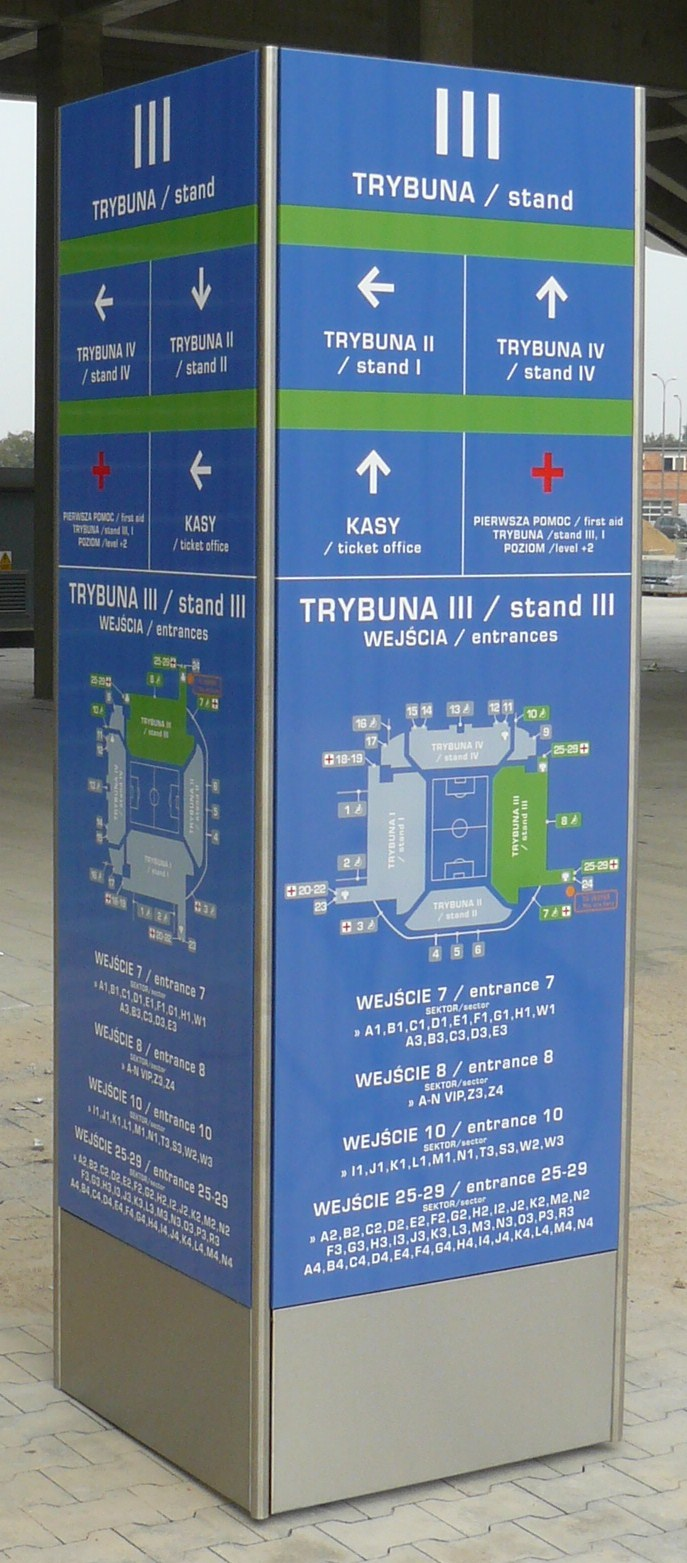
Pylon informacyjny

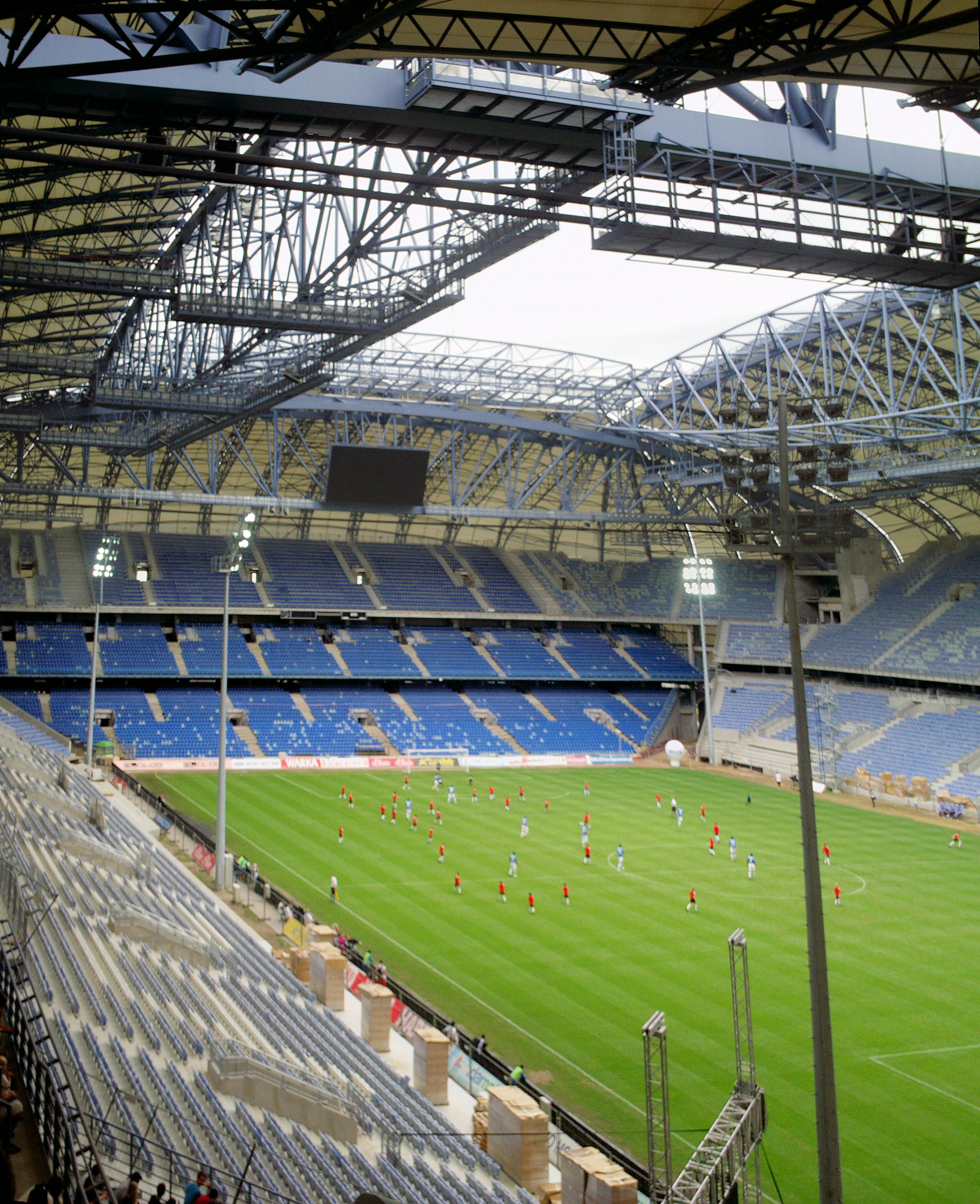
Trybuny po przebudowie stadionu

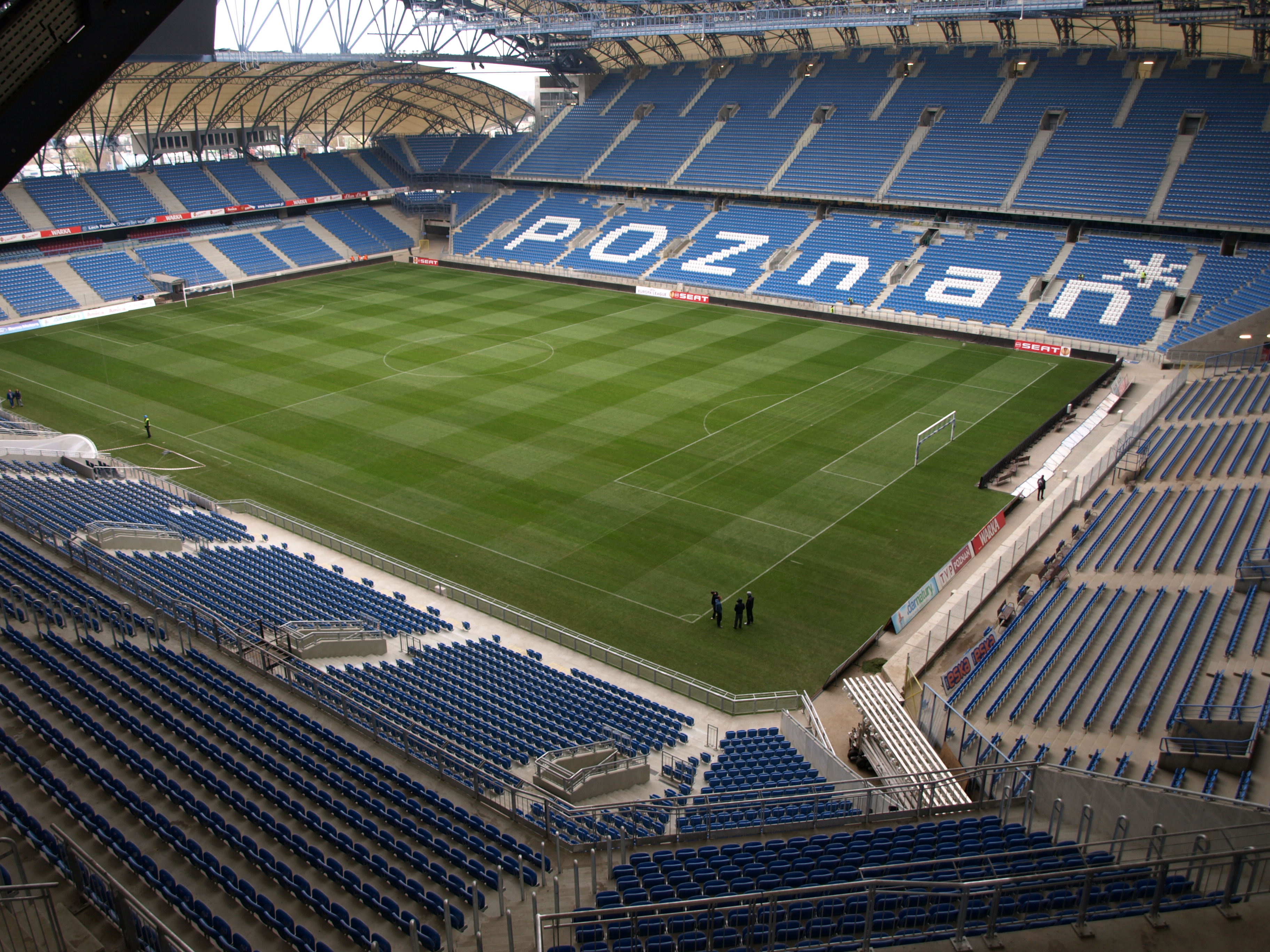
Wnętrze stadionu w 2010 roku

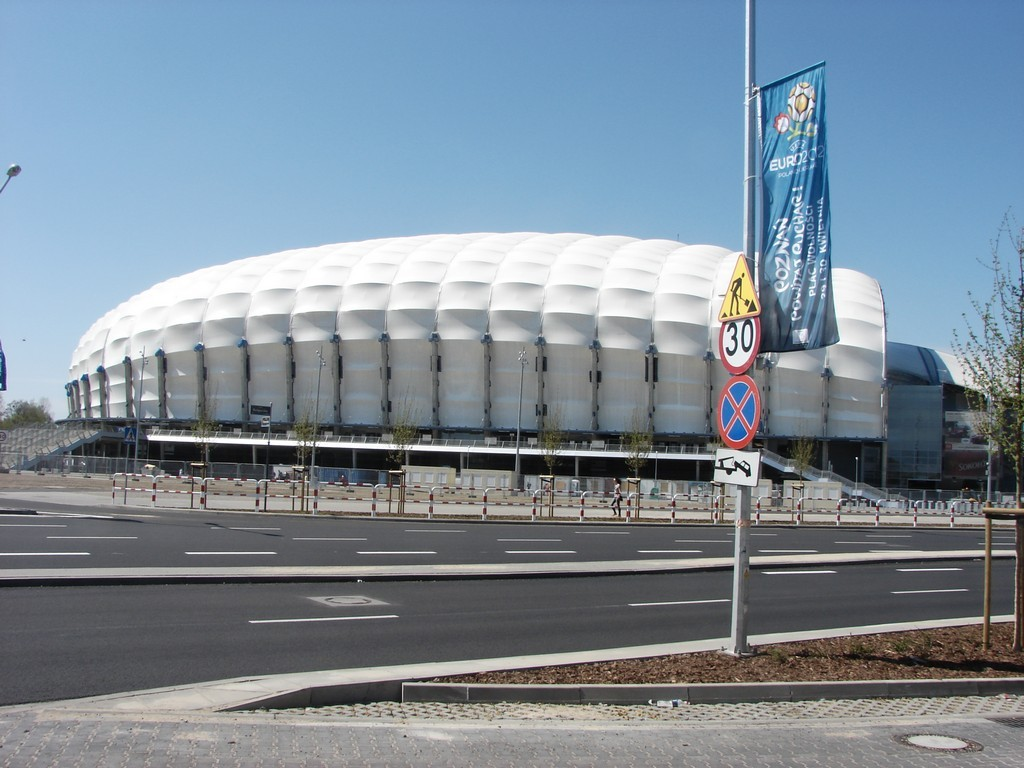
Stadion przed 1. meczem turnieju Mistrzostw Europy 2012

W 2002 roku rozpoczęto gruntowną modernizację stadionu. Pierwszym etapem było dobudowanie brakującej trybuny, która zamknęła „podkowę” obiektu i zwiększyła jego pojemność o dodatkowe 8124 miejsca. Została ona oddana do użytku w 2004 roku, zaś dwa lata później utworzono nad nią zadaszenie. Równolegle do prac z zadaszeniem przebiegały montaż podgrzewania płyty boiska oraz remont masztów oświetleniowych. W styczniu 2006 roku ruszyła budowa trybuny nr II, powstającej w miejscu dawnego „kotła”. Dwie pierwsze kondygnacje zostały ukończone w lutym 2007 roku, zaś trzecia we wrześniu 2008 roku, w wyniku czego pojemność całej trybuny wzrosła do 9000 miejsc. Autorem projektu jest mgr inż. Wojciech Ryżyńki z Modern Construction Systems.
W związku z przyznaniem Polsce i Ukrainie organizacji Euro 2012 władze miasta zadecydowały o zmianie koncepcji architektonicznej stadionu na rzecz obiektu większego, mającego pomieścić ok. 45 tysięcy widzów. Według nowego projektu trybuny nr I i III (boczne) będą trybunami dwukondygnacyjnymi, obie mieszczą po 13750 widzów. Na trybunie nr I znajdują się loże VIP oraz stanowiska komentatorskie, zaplecze dla zawodników i sędziów oraz pomieszczenia klubowe. Trybuna nr III w całości jest przeznaczona dla kibiców. Wszystkie miejsca na stadionie są siedzące – krzesełka kubełkowe składane, montowane w taki sposób aby zachować przewyższenie minimum 12 cm. Modernizacja i rozbudowa na tym etapie została również zaprojektowana przez przedsiębiorstwo Modern Construction Systems. W porównaniu do wcześniejszej koncepcji architektonicznej zmianom uległ również projekt zadaszenia obiektu – tworzy je membranowe pokrycie barwy naturalnego jedwabiu, z modularnym podziałem co 9 metrów, dającym wrażenie pofalowania powierzchni. Dach tworzy spójną całość nad trybunami I, II, i III. Część dachu nad trybuną nr II jest konstrukcją ruchomą, mającą zapewnić prawidłowe doświetlenie murawy nad tą częścią boiska. Kubatura stadionu wynosi 1,3 mln m², a powierzchnia 250 tys. m². Pierwotny projekt modernizacji z 2002 został zastąpiony ostatecznie w 2008. Realizacja przebiegała w latach 2008−2012.
Prace nad trybunami I i III trwały od października 2008 roku, a zakończone zostały we wrześniu 2010 roku. Na wszystkich trybunach zamontowano nowe składane krzesełka. Są one szersze niż poprzednie modele, dlatego też pojemność stadionu wynosi nieco ponad 41 tys., a nie, jak planowano wcześniej, około 45 tys. Krzesełka dostarczyła Forum Seating należąca do krośnieńskiej Grupy Nowy Styl.
W 2023 na stadionie otwarto Muzeum Lecha Poznań.
Pojemność stadionu początkowo wynosiła 41 609, jednakże w 2012 roku została zwiększona do 43 269.

### Nazwa
Od 14 czerwca 2013 do 30 czerwca 2018 stadion nosił nazwę INEA Stadion, za sprawą sponsora – lokalnego operatora telekomunikacyjnego INEA. W lipcu 2023 stadion zyskał nazwę Enea Stadion (umowa sponsorska na 4 lata).

## Podstawowe dane
Trybuna nr I (długość – 136,13m/szerokość – 58,64m/pojemność – 12 481)
Trybuna główna przeznaczona dla zawodników, prasy i gości specjalnych; zlokalizowana od strony boisk treningowych. W skład trybuny wchodzi garaż podziemny na poziomie – 4,90. Pozostałe kondygnacje przeznaczone są dla zawodników, sędziów, kibiców oraz funkcjonują jako zaplecze prasowe, powierzchnie biurowe, magazynowe i techniczne.
Trybuna nr II (długość – 128,73m / szerokość – 48,35m / pojemność – 9 610)
Trybuna położona od strony fortu VIII, składająca się z trzech poziomów przeznaczonych dla widowni. Część poziomów od strony fortu VIII zarezerwowana jest pod cześć hotelową.
Trybuna nr III (długość – 136,13m / szerokość – 58,64m / pojemność – 14 033)
Trybuna biegnąca wzdłuż boiska od strony ul. Bułgarskiej. Pięć kondygnacji przeznaczonych jest dla widowni. Powierzchnia zostanie wykorzystana w celu zaplecza magazynowego, technicznego oraz socjalnego. Ponadto na poziomie + 3,30 przewiduje się dwa pomieszczenia przeznaczone na sale konferencyjne na 25 oraz 50 osób.
Trybuna nr IV (długość – 189,00 m / szerokość – 42,80 m / pojemność – 6 749)
Istniejąca trybuna przeznaczona dla widowni, złożona z czterech kondygnacji nadziemnych. Na poziomie + 6,60 zostały wyznaczone miejsca dla widzów niepełnosprawnych. Od rundy wiosennej 2013 trybuny uzyskały patronów – członków Tercetu ABC – Teodora Anioły, Edmunda Białasa i Henryka Czapczyka, co upamiętniają stosowne tablice odsłonięte 5 kwietnia 2013.
Obiekt posiada ok. 900 miejsc parkingowych oraz tor gokartowy.

### Murawa
Od czasu kiedy został rozegrany pierwszy mecz na nowym stadionie 17 listopada 2010 murawa została wymieniona przez zarządcę obiektu siedmiokrotnie. W przeciwieństwie do wielu stadionów takich jak Allianz Arena czy Stadion Miejski we Wrocławiu na których dach stadionu jest częściowo przeszklony (strona południowa jest przeszklona na większej powierzchni niż strona północna) dla zwiększenia naturalnego oświetlenia, Stadion Miejski w Poznaniu obecnie nie posiada takiej konstrukcji. Ponadto rozwiązania architektoniczne stadionu nie pozwalają na swobodne podmuchy wiatru lub nasłonecznienie murawy promieniami słonecznymi w żadnej porze dnia. Inną przyczyną był brak systemów irygacyjnych odprowadzających wodę (przy zamkniętej przestrzeni, woda deszczowa łatwo spada na murawę, ale ciężko z niej odparowuje) oraz wentylacyjnych.
Koszt wymiany murawy wynosi 400 tys. złotych. Ostatecznie przez dwa lata, na wymiany murawy Stadionu Miejskiego w Poznaniu wydano prawie 4 miliony złotych. Operator stadionu nie domagał się żadnych gwarancji na produkt, po siódmej wymianie Konsorcjum Lech Poznań, następujące po Miejskim Ośrodku Sportu i Rekreacji w Poznaniu, postanowiło egzekwować umowę z wykonawcą murawy. Przed Euro 2012 w Poznaniu murawa musiała być wymieniona jeszcze raz.

## Wydarzenia

### Koncerty

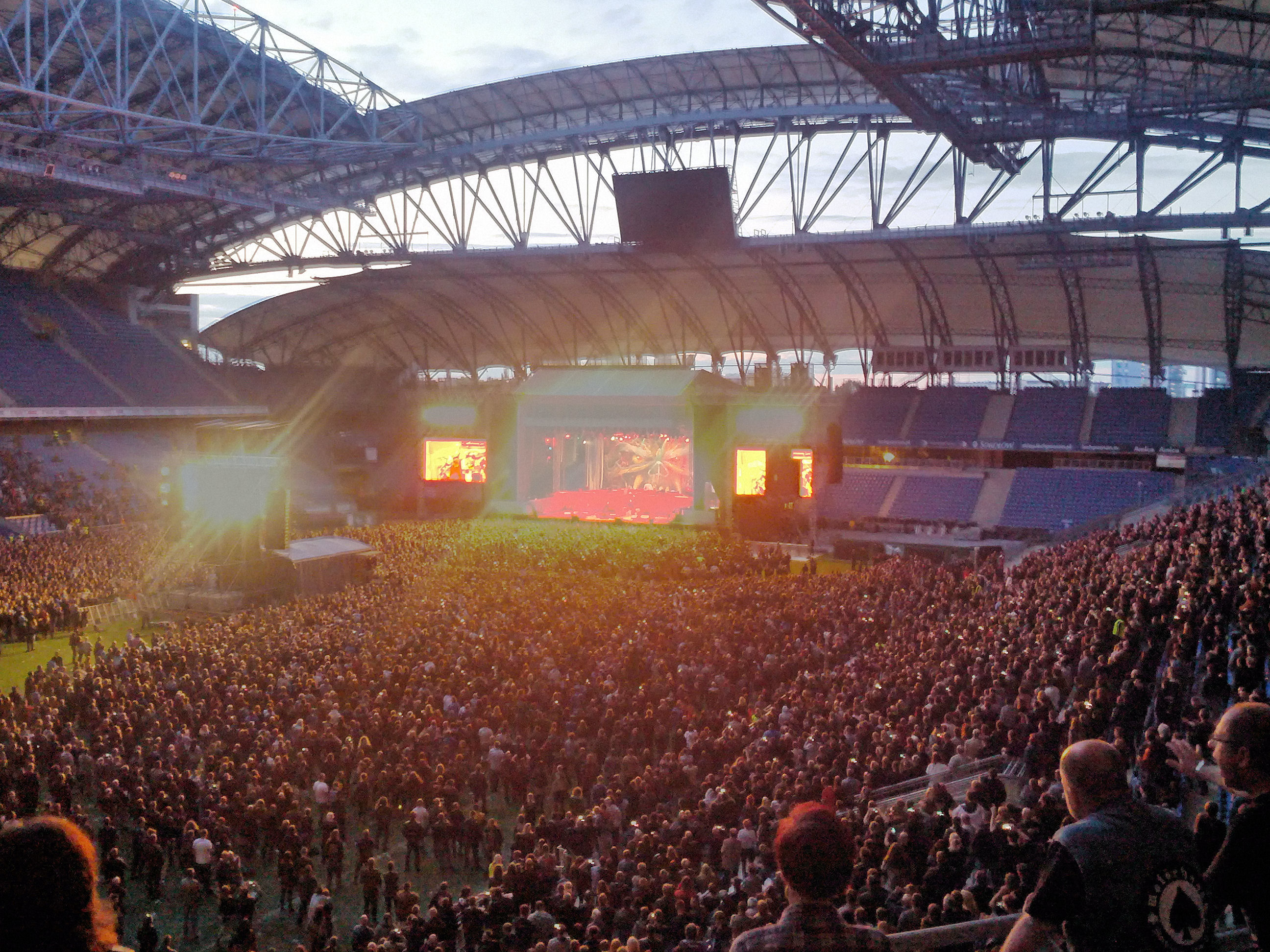
Koncert Iron Maiden

- W latach 2007–2008 na Stadionie Miejskim odbywała się impreza muzyki klubowej Stadium of Sound, na której zagrali m.in. Tiësto, Paul van Dyk, Eric Prydz,
- 20 września 2010 odbył się koncert Stinga w ramach światowej trasy Symphonicities, akcji Poznań dla Ziemi i ceremonii otwarcia pierwszej w Polsce areny Euro 2012,
- 30 czerwca 2013 roku na INEA Stadionie odbył się koncert Alicii Keys w ramach międzynarodowej trasy Set the World on Fire Tour,
- 24 czerwca 2014 na Stadionie odbył się koncert heavymetalowej formacji Iron Maiden w ramach trasy Maiden England World Tour. Spektakl Brytyjczyków poprzedziły występy szwedzkiej grupy Ghost oraz legendy thrash metalu – Slayer[15].

| Data                  | Główne gwiazdy + support | Trasa koncertowa / Nazwa wydarzenia | Frekwencja | Dodatkowe informacje                                                    |
| --------------------- | --- | ----------------------------------- | ---------- | ----------------------------------------------------------------------- |
| 20 września 2010(dts) | Sting | Symphonicities                      | 30 000     | Uroczystość otwarcia stadionu w ramach akcji Poznań dla Ziemi.          |
| 29 czerwca 2013(dts)  | Alicia Keys | Set the World on Fire Tour          | 17 000     |                                                                         |
| 24 czerwca 2014(dts)  | Iron Maiden | Maiden England World Tour           | 28 000     |                                                                         |
| 27 grudnia 2018(dts)  | Perfect, Kayah, Edyta Górniak, Lady Pank, Andrzej Piaseczny, Maryla Rodowicz, Natalia Kukulska, Margaret, Kamil Bednarek, Natalia Szroeder, Kasia Kowalska, Michał Szpak, Varius Manx & Kasia Stankiewicz, Anna Wyszkoni, Lombard, Cleo, Stanisław Soyka, Sebastian Riedel, Kasia Wilk & Mezo, Sztywny Pal Azji, Aleksandra Gintrowska oraz orkiestra symfoniczna pod kierownictwem muzycznym: Adama Sztaby, Daniela Nosewicza i Nikoli Kołodziejczyka | Muzyka wolności                     |            | Koncert z okazji 100-lecia wybuchu Powstania Wielkopolskiego            |
| 11 maja 2019(dts)     | Andrea Bocelli | Koncert stulecia                    | 26 000     | Koncert z okazji obchodów 100-lecia powstania Uniwersytetu Poznańskiego |

### Inne wydarzenia
- 16 kwietnia 2016 – uroczystości z okazji 1050-lecia Chrztu Polski. Msza pod przewodnictwem legata papieskiego – Pietro Parolina i inscenizacja rock-opery "Jesus Christ Superstar"
- Od 2006 na stadionie nieregularnie odbywają się Zgromadzenia Międzynarodowe Świadków Jehowy (wcześniej na Stadionie Olimpii).

### Inne sporty
- 6 sierpnia 2011 odbyły się zawody Red Bull X-Fighters. Pierwotnie zawody miały się odbyć na Stadionie Narodowym w Warszawie, jednak z powodu niedotrzymania terminu budowy zawody zostały przeniesione do Poznania

## Piłka nożna
- W 2006 na Stadionie Miejskim odbyły się Mistrzostwa Europy U-19 w piłce nożnej, podczas których rozegrano mecz otwarcia (18 lipca) i mecz finałowy (29 lipca)
- W 2012 odbyły się na stadionie 3 mecze fazy grupowej Euro 2012.

### Euro U-19 2006
| Nr | Rodzaj rozgrywek     | Data i godzina spotkania | Drużyna 1 | Wynik     | Drużyna 2 | Strzelcy bramek                   | Frekwencja |
| -- | -------------------- | ------------------------ | --------- | --------- | --------- | --------------------------------- | ---------- |
| 1  | ME U-19 2006 Grupa A | 18 lipca 2006 20:00 CEST | Polska    | 0:1 (0:0) | Austria   | Erwin Hoffer                      | 15 000     |
| 2  | ME U-19 2006 Finał   | 29 lipca 2006 20:00 CEST | Szkocja   | 1:2 (0:0) | Hiszpania | Graham Dorrans – Alberto Bueno x2 | 11 000     |

### Euro 2012
Podczas Mistrzostw Europy w 2012, które odbyły się w Polsce oraz na Ukrainie na poznańskim stadionie rozegrano trzy mecze fazy grupowej.
| Nr | Rodzaj rozgrywek | Data i godzina spotkania   | Drużyna 1 | Wynik     | Drużyna 2 | Strzelcy bramek                                       | Frekwencja |
| -- | ---------------- | -------------------------- | --------- | --------- | --------- | ----------------------------------------------------- | ---------- |
| 1  | ME 2012 Grupa C  | 10 czerwca 2012 20:45 CEST | Irlandia  | 1:3 (1:2) | Chorwacja | Sean St Ledger – Nikica Jelavić, Mario Mandžukić (2x) | 39 550     |
| 2  | ME 2012 Grupa C  | 14 czerwca 2012 18:00 CEST | Włochy    | 1:1 (1:0) | Chorwacja | Andrea Pirlo – Mario Mandžukić                        | 37 096     |
| 3  | ME 2012 Grupa C  | 18 czerwca 2012 20:45 CEST | Włochy    | 2:0 (1:0) | Irlandia  | Antonio Cassano, Mario Balotelli                      | 38 794     |

### Reprezentacja Polski
Najwięcej goli dla reprezentacji Polski strzelił na stadionie Robert Lewandowski (3).
| Nr | Rodzaj spotkania | Data spotkania       | Rywal Polski             | Frekwencja | Wynik meczu | Strzelcy bramek dla Polski                           |
| -- | ---------------- | -------------------- | ------------------------ | ---------- | ----------- | ---------------------------------------------------- |
| 1  | eME'88           | 15 października 1986 | Grecja                   | 30 000     | 2:1 (2:1)   | Dariusz Dziekanowski x2                              |
| 2  | MT               | 14 sierpnia 1991     | Francja                  | 20 000     | 1:5 (1:2)   | Jan Urban                                            |
| 3  | eME'92           | 16 października 1991 | Irlandia                 | 20 000     | 3:3 (0:1)   | Piotr Czachowski, Jan Furtok, Jan Urban              |
| 4  | eME'92           | 13 listopada 1991    | Anglia                   | 22 000     | 1:1 (1:0)   | Roman Szewczyk                                       |
| 5  | eMŚ'94           | 23 września 1992     | Turcja                   | 10 000     | 1:0 (1:0)   | Tomasz Wałdoch                                       |
| 6  | eMŚ'94           | 13 października 1993 | Norwegia                 | 12 000     | 0:3 (0:0)   | -                                                    |
| 7  | eMŚ'94           | 17 listopada 1993    | Holandia                 | 17 000     | 1:3 (1:1)   | Marek Leśniak                                        |
| 8  | MT               | 26 kwietnia 2000     | Finlandia                | 17 000     | 0:0 (0:0)   | -                                                    |
| 9  | MT               | 14 listopada 2001    | Kamerun                  | 21 000     | 0:0 (0:0)   | -                                                    |
| 10 | MT               | 6 czerwca 2003       | Kazachstan               | 6 000      | 3:0 (1:0)   | Artur Wichniarek, Tomasz Dawidowski, Jacek Krzynówek |
| 11 | MT               | 18 sierpnia 2004     | Dania                    | 4 000      | 1:5 (0:2)   | Maciej Żurawski                                      |
| 12 | MT               | 17 listopada 2010    | Wybrzeże Kości Słoniowej | 42 000     | 3:1 (1:1)   | Robert Lewandowski x2, Ludovic Obraniak              |
| 13 | MT               | 15 listopada 2011    | Węgry                    | 7 500      | 2:1 (1:0)   | Paweł Brożek, Vilmos Vanczák (s)                     |
| 14 | MT               | 19 listopada 2013    | Irlandia                 | 31 100     | 0:0 (0:0)   | -                                                    |
| 15 | MT               | 23 marca 2016        | Serbia                   | 38 271     | 1:0 (0:0)   | Jakub Błaszczykowski                                 |
| 16 | MT               | 8 czerwca 2018       | Chile                    | 41 216     | 2:2 (2:0)   | Robert Lewandowski, Piotr Zieliński                  |
| 17 | MT               | 8 czerwca 2021       | Islandia                 | 19 614     | 2:2 (1:1)   | Piotr Zieliński, Karol Świderski                     |

Mecze na nowym stadionie zostały oddzielone czarną linią
MT – mecz towarzyski
eME – eliminacje Mistrzostw Europy
eMŚ – eliminacje Mistrzostw Świata

### Inne reprezentacji
Z powodu zakazu na rozegranie meczów na własnych boiskach na rozegranie meczu na stadione Poznań zdecydowała się reprezentacja Ukrainy.
| Nr | Rodzaj spotkania | Data spotkania       | Gospodarz | Gość   | Frekwencja | Wynik meczu | Strzelcy bramek |
| -- | ---------------- | -------------------- | --------- | ------ | ---------- | ----------- | --------------- |
| 1  | LN               | 11 października 2024 | Ukraina   | Gruzja | 030000     |             |                 |

LN – Liga Narodów UEFA

### Lech Poznań w europejskich pucharach
| Nr | Rodzaj rozgrywek           | Data spotkania       | Rywal Lecha Poznań       | Frekwencja | Wynik meczu    | Strzelcy bramek                                                 |
| -- | -------------------------- | -------------------- | ------------------------ | ---------- | -------------- | --------------------------------------------------------------- |
| 1  | I runda PEZP               | 29 września 1982     | Vestmannaeyja            | 20 tys.    | 3:0            | Okoński x2, Niewiadomski                                        |
| 2  | II runda PEZP              | 20 października 1982 | Aberdeen FC              | 30 tys.    | 0:1            | Bell                                                            |
| 3  | I runda PEMK               | 14 września 1983     | Athletic Club Bilbao     | 40 tys.    | 2:0            | Okoński, Niewiadomski                                           |
| 4  | I runda PEMK               | 19 września 1984     | Liverpool F.C.           | 30 tys.    | 0:1            | Wark                                                            |
| 5  | Puchar Lata                | 6 lipca 1985         | FC Admira Wacker Wiedeń  | 8 tys.     | 4:2            | Okoński x3, Pawlak – Knaller                                    |
| 6  | Puchar Lata                | 13 lipca 1985        | IFK Göteborg             | 10 tys.    | 1:4            | Kruszczyński – Ekström x3, Carlgren                             |
| 7  | Puchar Lata                | 3 sierpnia 1985      | Brøndby IF               | 7 tys.     | 5:1            | Pachelski, Okoński x4 – Olsen                                   |
| 8  | I runda UEFA               | 2 października 1985  | Borussia Mönchengladbach | 25 tys.    | 0:2            | Niewiadomski (sam.), Lienen                                     |
| 9  | Puchar Lata                | 12 czerwca 1986      | Odense Boldklub          | 5 tys.     | 1:1            | Pachelski – Hansen                                              |
| 10 | Puchar Lata                | 1 sierpnia 1987      | AIK Fotboll              | 2 tys.     | 0:0            | -                                                               |
| 11 | I runda PEZP               | 5 października 1988  | Flamurtari Vlorë         | 13 tys.    | 1:0            | Araszkiewicz                                                    |
| 12 | II runda PEZP              | 9 listopada 1988     | FC Barcelona             | 35 tys.    | 1:1 k. 4:5     | Kruszczyński – Roberto                                          |
| 13 | Puchar Lata                | 14 lipca 1990        | Bene Jehuda Tel Awiw     | 3,5 tys.   | 3:0            | Gębura, Jakołcewicz, Bayer                                      |
| 14 | Puchar Lata                | 18 lipca 1990        | Maccabi Hajfa            | 4 tys.     | 1:0            | Kofnyt                                                          |
| 15 | Puchar Lata                | 21 lipca 1990        | Bányász FC Siófok        | 5 tys.     | 3:1            | Skrzypczak, Gębura, Jakołcewicz – Kolovicis                     |
| 16 | I runda PEMK               | 19 września 1990     | Panathinaikos Ateny      | 18 tys.    | 3:0            | Jakołcewicz x2, Rzepka                                          |
| 17 | II runda PEMK              | 25 października 1990 | Olympique Marsylia       | 20 tys.    | 3:2            | Łukasik, Pachelski, Juskowiak – Founier, Waddle                 |
| 18 | I runda PEMK               | 16 września 1992     | Skonto FC Ryga           | 18 tys.    | 2:0            | Trzeciak, Podbrożny                                             |
| 19 | II runda PEMK              | 4 listopada 1992     | IFK Göteborg             | 25 tys.    | 0:3            | Ekström, Nillson, Mild                                          |
| 20 | I runda PEMK               | 15 września 1993     | Beitar Jerozolima        | 8 tys.     | 3:0            | Moskal, Podbrożny, Trzeciak                                     |
| 21 | II runda PEMK              | 20 października 1993 | Spartak Moskwa           | 12 tys.    | 1:5            | Podbrożny – Pisariew x2, Karpin, Onopko x2                      |
| 22 | runda eliminacyjna UEFA    | 28 sierpnia 1999     | Liepājas Metalurgs       | 8 tys.     | 3:1            | Goliński, Kubicki, Maćkiewicz – Bulders                         |
| 23 | I runda UEFA               | 16 września 1999     | IFK Göteborg             | 7 tys.     | 1:2            | Żurawski – P.Andersson, Mild                                    |
| 24 | runda eliminacyjna UEFA    | 26 sierpnia 2004     | Terek Grozny             | 12 tys.    | 0:1            | Fiedkow                                                         |
| 25 | I runda INTER              | 25 czerwca 2005      | Karvan Yevlakh           | 2 tys.     | 2:0            | Wachowicz, Scherfchen                                           |
| 26 | II runda INTER             | 10 lipca 2005        | RC Lens                  | 10 tys.    | 0:1            | Jussie                                                          |
| 27 | II runda INTER             | 8 lipca 2006         | FC Tiraspol              | 12 tys.    | 1:3            | Zakrzewski – Picușiac, Sydorenko, Namașco                       |
| 28 | I runda eliminacyjna UEFA  | 31 lipca 2008        | Chazar Lenkoran          | 15 tys.    | 4:1            | Štilić, Murawski, Injac, Reiss – Ramazanov                      |
| 29 | II runda eliminacyjna UEFA | 14 sierpnia 2008     | Grasshopper Club Zurych  | 17 tys.    | 6:0            | Rengifo, Lewandowski x2, Vallori (sam.), Injac, Peszko          |
| 30 | I runda UEFA               | 2 października 2008  | Austria Wiedeń           | 24 tys.    | 4:2 pd.        | Rengifo, Peszko, Lewandowski, Murawski – Ačimovič, Hattenberger |
| 31 | Faza Grupowa UEFA          | 6 listopada 2008     | AS Nancy                 | 22 tys.    | 2:2            | Peszko, Štilić – Malonga, Zerka                                 |
| 32 | Faza Grupowa UEFA          | 4 grudnia 2008       | Deportivo La Coruña      | 21 tys.    | 1:1            | Rengifo – Colotto                                               |
| 33 | 1/16 UEFA                  | 19 lutego 2009       | Udinese Calcio           | 17,5 tys.  | 2:2            | Rengifo, Arboleda – Quagliarella, Arboleda (sam.)               |
| 34 | II runda eliminacyjna LM   | 21 lipca 2010        | İnter Baku               | 13,7 tys.  | 0:1 k.9:8      | Karlsons                                                        |
| 35 | III runda eliminacyjna LM  | 4 sierpnia 2010      | Sparta Praga             | 13,7 tys.  | 0:1            | Kladrubský                                                      |
| 36 | Runda play-off LE          | 26 sierpnia 2010     | FK Dnipro                | 14 tys.    | 0:0            |                                                                 |
| 37 | Faza grupowa LE            | 30 września 2010     | Red Bull Salzburg        | 41 tys.    | 2:0            | Arboleda, Peszko                                                |
| 38 | Faza grupowa LE            | 4 listopada 2010     | Manchester City          | 42 tys.    | 3:1            | Arboleda, Injac, Możdżeń – Adebayor                             |
| 39 | Faza grupowa LE            | 1 grudnia 2010       | Juventus F.C.            | 39,5 tys.  | 1:1            | Rudņevs – Iaquinta                                              |
| 40 | 1/16 finału LE             | 17 lutego 2011       | SC Braga                 | 29 133     | 1:0            | Rudņevs                                                         |
| 41 | I runda eliminacyjna LE    | 5 lipca 2012         | Żetysu Tałdykorgan       | 23 108     | 2:0            | Murawski, Lovrencsics                                           |
| 42 | II runda eliminacyjna LE   | 26 lipca 2012        | Xəzər Lenkoran           | 25 tys.    | 1:0            | Tonew                                                           |
| 43 | III runda eliminacyjna LE  | 9 sierpnia 2012      | AIK Fotboll              | 13 tys.    | 1:0            | Możdżeń                                                         |
| 44 | II runda eliminacyjna LE   | 25 lipca 2013        | FC Honka                 | 15 103     | 2:1            | Teodorczyk, Kędziora – Koskinen                                 |
| 45 | III runda eliminacyjna LE  | 8 sierpnia 2013      | Žalgiris Wilno           | 16 326     | 2:1            | Teodorczyk, Perić (sam.) – Leliūga                              |
| 46 | II runda eliminacyjna LE   | 24 lipca 2014        | Nõmme Kalju              | 20 263     | 3:0            | Kędziora, Hämäläinen, Kownacki                                  |
| 47 | III runda eliminacyjna LE  | 7 sierpnia 2014      | Stjarnan                 | 22 600     | 0:0            |                                                                 |
| 48 | II runda eliminacyjna LM   | 22 lipca 2015        | FK Sarajevo              | 22 205     | 1:0            | Douglas                                                         |
| 49 | III runda eliminacyjna LM  | 29 lipca 2015        | FC Basel                 | 25 478     | 1:3            | Thomalla – Lang, Janko, Callà                                   |
| 50 | IV runda eliminacyjna LE   | 20 sierpnia 2015     | Videoton FC              | 14 133     | 3:0            | Linetty, Danilović (sam.), Trałka                               |
| 51 | Faza grupowa LE            | 17 września 2015     | Os Belenenses            | 7 934      | 0:0            |                                                                 |
| 52 | Faza grupowa LE            | 5 listopada 2015     | ACF Fiorentina           | 22 343     | 0:2            | Iličić x2                                                       |
| 53 | Faza grupowa LE            | 10 grudnia 2015      | FC Basel                 | 10 457     | 0:1            | Boëtius                                                         |
| 54 | I runda eliminacyjna LE    | 29 czerwca 2017      | FK Pelister              | 18 215     | 4:0            | Nicki Bille, Situm x2, Majewski                                 |
| 55 | II runda eliminacyjna LE   | 20 lipca 2017        | FK Haugesund             | 21 968     | 2:0            | Jevtić, Nicki Bille                                             |
| 56 | III runda eliminacyjna LE  | 3 sierpnia 2017      | FC Utrecht               | 33 446     | 2:2            | Gytkjær x2 – Kerk, Labyad                                       |
| 57 | I runda eliminacyjna LE    | 12 lipca 2018        | Gandzasar Kapan          | 0          | 2:0            | Gytkjær x2                                                      |
| 58 | II runda eliminacyjna LE   | 2 sierpnia 2018      | Szachtior Soligorsk      | 16 507     | 3:1            | Gytkjær x3 – Laptsew                                            |
| 59 | III runda eliminacyjna LE  | 16 sierpnia 2018     | KRC Genk                 | 20 765     | 1:2            | Cywka – Samatta, Trossard                                       |
| 60 | I runda eliminacyjna LE    | 27 sierpnia 2020     | Valmiera Glass VIA       | 0          | 3:0            | Ishak x2, Szymczak                                              |
| 61 | Faza grupowa LE            | 22 października 2020 | SL Benfica               | 0          | 2:4            | Ishak x2 – Pizzi, Núñez x3                                      |
| 62 | Faza grupowa LE            | 5 listopada 2020     | Standard Liège           | 0          | 3:1            | Skóraś, Ishak x2 – Lestienne                                    |
| 63 | Faza grupowa LE            | 10 grudnia 2020      | Rangers F.C.             | 0          | 0:2            | Itten, Ianis Hagi                                               |
| 64 | I runda eliminacyjna LM    | 5 lipca 2022         | Qarabağ FK               | 25 118     | 1:0            | Ishak                                                           |
| 65 | II runda eliminacyjna LKE  | 21 lipca 2022        | Dinamo Batumi            | 9 111      | 5:0            | Skóraś x2, Amaral x2, Ishak                                     |
| 66 | III runda eliminacyjna LKE | 11 sierpnia 2022     | Vikingur Reykjavik       | 12 555     | 4:1 (dogrywka) | Ishak, Velde, Marchwiński, Sousa – Djuric                       |
| 67 | IV runda eliminacyjna LKE  | 18 sierpnia 2022     | Dudelange                | 9 150      | 2:0            | Velde, Ishak                                                    |
| 68 | Faza grupowa LKE           | 15 września 2022     | Austria Wiedeń           | 20 102     | 4:1            | Ishak, Skóraś, Velde x2 – Braunoder                             |
| 69 | Faza grupowa LKE           | 6 października 2022  | Hapoel Beer Szewa        | 17 283     | 0:0            |                                                                 |
| 70 | Faza grupowa LKE           | 3 listopada 2022     | Villareal CF             | 30 117     | 3:0            | Velde, Skóraś x2                                                |
| 71 | 1/16 finału LKE            | 23 lutego 2023       | FK Bodo/Glimt            | 34 017     | 1:0            | Ishak                                                           |
| 72 | 1/8 finału LKE             | 3 marca 2023         | Djurgarden IF            | 40 222     | 2:0            | Milic, Marchwiński                                              |
| 73 | Ćwierćfinał LKE            | 13 kwietnia 2023     | ACF Fiorentina           | 40 813     | 1:4            | Velde,Cabral, González, Bonaventura, Ikoné                      |
| 74 | II runda eliminacyjna LKE  | 27 lipca 2023        | Žalgiris Kowno           | 26 157     | 3:1            | Hotić, Milić, Murawski, Fase                                    |
| 75 | III Runda eliminacyjna LKE | 10 sierpnia 2023     | Spartak Trnawa           | 29 122     | 2:1            | Marchwiński, Velde, Štetina                                     |
| 76 | II Runda eliminacyjna LM   | 22 lipca 2025        | Breiðablik               | 24859      | 7:1            | Milić, Ishak x3, Pereira, Bengtsson,Jagiełło – Gunnlaugsson     |

Mecze na nowym stadionie zostały oddzielone czarną linią
Puchar Europy Zdobywców Pucharów – PEZP; Puchar Europy Mistrzów Krajowych – PEMK; Puchar Lata – Puchar Lata;
Puchar UEFA – UEFA; Puchar Intertoto UEFA – INTER; Liga Mistrzów UEFA – LM; Liga Europa UEFA – LE; Liga Konferencji Europy UEFA  – LKE